# 回郭镇
回郭镇，是中华人民共和国河南省郑州市巩义市下辖的一个乡镇级行政单位。位居2015年度河南省百强乡镇第三名。

## 行政区划
回郭镇下辖以下地区：
小訾殿村、清东村、清中村、清西村、柏漫村、南罗村、北罗村、东庙村、马口村、李沟村、芦医庙村、北寺村、向阳村、驻家庄村、前庄村、北杨庄村、李邵村、刘村、柏峪村、柴沟村和干沟村。